# Адильотар
Адильотар (чечен. Эдал-Отар) — село в Хасавюртовском районе Дагестана.
Является административным центром Адильотарского сельсовета.

## Географическое положение
Село расположено на берегу реки Акташ, в 25 км к северу от районного центра города Хасавюрт.
Ближайшие населённые пункты: на юге — село Кадыротар, на севере — сёла Тутлар и Шагада.

## История
22 ноября 1928 года 4 сессией ЦИК ДАССР 6 созыва принимается новый проект районирования республики. На его основе было принято постановление о разукрупнении округов и районов и образовании 26 кантонов и 2 подкантонов. Хасавюртовский кантон был образован на части территории бывшего Хасавюртовского округа, переданного в состав ДАССР из Терской области в 1921 году. По новому районированию кантон состоял из 18 сельских советов, в том числе Бамматюртовский — Бамматюрт, Абдурашид, Адильотар, Зарият-отар, Кошай-отар, Манти-отар,Тутлар.
На карте 1933 года «Чагараул».
В начале мая 2005 года село было частично затоплено в результате паводка, прошедшего по реке Акташ.

## Население
| 1926  | 1939  | 1944  | 1959 | 1970 | 1984  | 1989 |
| ----- | ----- | ----- | ---- | ---- | ----- | ---- |
| 132   | ↗351  | ↗446  | ↗609 | ↗792 | ↗1587 | ↘761 |
| 2002  | 2010  | 2021  |      |      |       |      |
| ↗1173 | ↗1284 | ↗1585 |      |      |       |      |

Национальный состав
По данным Всесоюзной переписи населения 1926 года:
| № | Национальность | Численность, чел. | Доля |
| - | -------------- | ----------------- | ---- |
| 1 | чеченцы        | 83                | 63 % |
| 2 | кумыки         | 49                | 37 % |

По данным Всероссийской переписи населения 2010 года:
| № | Национальность | Численность, чел. | Доля |
| - | -------------- | ----------------- | ---- |
| 1 | чеченцы        | 1060              | 83 % |
| 2 | кумыки         | 158               | 12 % |
| 3 | аварцы         | 54                | 4 %  |
| 4 | другие         | 12                | 1 %  |

## Инфраструктура

### Образование
- Муниципальное казённое образовательное учреждение «Адильотарская средняя общеобразовательная школа»[15].

### Здравоохранение
- Муниципальное учреждение здравоохранения «Адильотарская врачебная амбулатория»[16].

### Жилищно-коммунальное хозяйство
- МУП «Жилищно-коммунальное хозяйство» Адильотар[17].

### Транспорт и связь
- Адильотар связан с Хасавюртом пригородными микроавтобусами.
- Почтовое отделение связи с. Адильотар[18].

### Досуг
- Сельская библиотека[19].

## Улицы
Список улиц села:
- улица Зулумхана Лулаева
- улица Ханмурзы Давиева
- улица Олимпийская
- улица Асхаба Ирзаханова
- улица Алихаджи Алиева
- улица Трудовая
- улица Джабраила Газиева
- улица Абдулхакима Гусейнова
- улица Паши Ахиева
- улица Герейхана Магомедова
- улица Халика Адахмаева
- улица Аштархана Аскерханова
- улица Али Мажидова
- улица Байбулатова Ирбайхана
- улица Ханпаши Нурадилова
- улица Цветочная
- улица Дачная
- улица Угловая
- улица Северная
- улица Учительская
- улица Западная
- улица Береговая
- улица Звёздная
- улица Родниковая
- улица Степная
- улица Молодёжная

## Культура
- Дом культуры[21].

## Религия
- Мечеть с. Адильотар, Хасавюртовского района РД[22].

## Телекоммуникации
Список компаний, предоставляющих телекоммуникационные услуги:
Мобильная связь:
- МТС[23].
- Мегафон[24].

Интернет:
- Высокоскоростной интернет DagLine[25].

## Галерея
- Вид на село Адильотар
- Улица в Адильотаре
- Памятник Воину-освободителю в с. Адильотар
- Въезд в с. Адильотар
- Автопарк колхоза имени Казбекова с. Адильотар, Хасавюртовского района ДАССР. 1970-е годы.
- Автозаправочная станция колхоза имени Казбекова с. Адильотар, Хасавюртовского района ДАССР. 1970-е годы (1)
- Автозаправочная станция колхоза имени Казбекова с. Адильотар, Хасавюртовского района ДАССР. 1970-е годы (2)
- Зима в Адильотаре. 17.01.2010 год.
- ДОМ КУЛЬТУРЫ с. АДИЛЬОТАР
- Половодье р. Акташ — 22.06.2011 год.(1)
- Половодье р. Акташ — 22.06.2011 год. (2)
- Половодье р. Акташ — 24.05.2011 год.
- Осень в Адильотаре. 13.10.2010 год.
- Зима в Адильотаре — 02.02.2016 год.
- Электрический столб. с. Адильотар